# Жэхэ (нагорье)
Жэхэ́ (Ляоси́) — нагорье на северо-востоке Китая, в провинциях Ляонин, Хэбэй и автономном районе Внутренняя Монголия.
Площадь нагорья составляет около 120 000 км². Преобладающие высоты увеличиваются с 500—1300 м на северо-западе до 1000—1600 м на юго-востоке. Высшая точка — гора Улуншань (2050 м). В рельефе сочетаются волнистые плато, низкие горные массивы (на северо-западе) и скалистые горы (на юго-востоке). Предгорья глубоко расчленены долинами рек бассейна Луаньхэ, Ляохэ и др.
Нагорье сложено докембрийскими кристаллическими сланцами, гнейсами и гранитами, а также мезозойскими песчаниками, известняками и базальтами. Разведаны месторождения каменного угля. В долине реки Жэхэ (левый приток Луаньхэ) находятся горячие минеральные источники. Преобладает степная растительность; местами на склонах заросли кустарников (лещина, дубняк, можжевельник) и рощи из дуба, клёна, ореха. Долины рек плотно заселены, земли интенсивно распахиваются (поля чумизы, сорго, плодовые сады).